# M's Groove
『M's Groove』（エムズ グルーヴ）は、2021年4月5日からFM COCOLOで放送されているラジオ番組。
番組開始から2025年3月31日までは月曜日から木曜日の帯番組であったが、2025年4月4日からは毎週金曜日の週1回放送となり、番組名も『M's Groove Friday』（エムズ グルーヴ フライデー）に改題された。

## 概要
2021年4月期改編で始まった番組。なお、初回放送となった2021年4月5日・6日放送分はDJを務めるmemeが自宅からのリモート出演となり、同年4月7日放送分よりFM COCOLOのスタジオ出演となった。
放送曜日は番組開始から2025年3月31日までは月曜日から木曜日の週4回であったが、2025年4月4日からは放送枠を金曜日の週1回に移動し、番組名も当初の『M's Groove』から『M's Groove Friday』に改題した。

## 放送時間
| 放送期間                     | 放送時間                  | 番組名            |
| ---------------------------- | ------------------------- | ----------------- |
| 2021年4月5日 - 2025年3月31日 | 月 - 木曜日 11:00 - 14:00 | M's Groove        |
| 2025年4月4日 - 現在          | 金曜日 7:00 - 11:00       | M's Groove Friday |

## DJ
- meme

代演
- 尾上さとこ（2023年3月13日[5]）
- クリス（2023年3月14日[5]）
- 山添まり（2023年3月15日[5]・2024年12月5日[6]）
- 光永亮太（2023年3月16日[5]）
- 八木早希（2024年12月2日[6]）
- 西田新（2024年12月3日[6]）
- ユニ（2024年12月4日[6]）

## 主なコーナー
Tide & Try
8時台
リスナーから募集したメッセージテーマを紹介する。
tabiwaトラベル Precious Journey to the West
9時台
tabiwaトラベル提供。memeのおすすめ旅を紹介する。

### 過去のコーナー
DivEarth
月 - 木曜 12時台
世界中の楽曲から地球旅行をしていくコーナー。
グランマーブル Blooming Heart
月 - 木曜 13時台
グランマーブル提供。一つのテーマから誰かに話したくなる話題を紹介する。
memeganese
月曜 11時台
memeの推し曲を紹介する。
Our Hour Choose-Day!
火曜 11時台
「貴方はどっち？」という話題を1時間で調査する。
Kobe Harbor's View
水曜 11時台
神戸の様々なものを紹介する。
La La Ranking
水曜 11時台
様々なランキングを紹介する。
クレアージュ大阪 Be Shiny
木曜 11時台
クレアージュ大阪提供。同社のウェルネス情報を紹介する。番組公式X（旧：Twitter）アカウントのフォローと当該ポスト（旧称：ツイート）のリポスト（旧称：リツイート）でのプレゼント抽選も実施する。
関西もん
木曜 13時台
関西の様々なものを紹介する。